# Thomas Rørdam (højesteretsdommer)
 Der er flere personer med dette navn, se Thomas Rørdam.
Thomas Peter Rørdam (født 17. oktober 1952 i Gladsaxe) er en dansk jurist, der er tidligere forsvarsadvokat og tidligere højesteretspræsident.
Thomas Rørdam er søn af Peter Rørdam (tidligere dommer i Vestre Landsret). Thomas Rørdam blev cand.jur. fra Aarhus Universitet i 1976. Ansat som fuldmægtig i Justitsministeriet 1977-1985. I 1985-2002 selvstændig advokat i Advokatfirmaet Nyborg & Rørdam. I denne periode navnlig kendt som forsvarer i en række straffesager, med bl.a. sagen mod Blekingegadebanden, Vadstrupgård-sagen (om pædofili-anklager mod en mandlig pædagogmedhjælper) og Plejebo-sagen (hvor en plejehjemsassistent blev anklaget for 22 drab mod beboere) som de mest kendte. Var i denne periode desuden i en årrække formand for Landsforeningen af Beskikkede Advokater. Udnævnt som dommer i Højesteret i 2002. Han er desuden hovedredaktør på Karnovs Lovsamling.
Rørdam afløste i februar 2017 Poul Søgaard på posten som højesteretspræsident.
Han fungerede som rigsrettens formand i rigsretssagen mod Inger Støjberg. Han fratrådte som højesteretsdommer pr. 31. oktober 2022 fordi han var fyldt 70 år.
Han blev i 2017 dekoreret med storkorset af Dannebrog og er tillige kommandør af Dannebrogordenen.